# I. Budapester Bezirk
Der I. Bezirk der ungarischen Hauptstadt Budapest (ungarisch Budapest I. kerülete) liegt am westlichen Ufer der Donau und wird auch als Budavár oder Várkerület (deutsch „Budaer Burg“ bzw. „Burgbezirk“) bezeichnet. Mit dem Burgviertel, das seit 1987 Teil des UNESCO-Welterbes ist, bildet er das historische und touristische Zentrum von Buda.

## Lage und Gliederung
Der I. Bezirk wird im Osten von der Donau, die ihn vom V. Bezirk (Belváros-Lipótváros) trennt, und im Süden vom Gellértberg, dessen Gipfel knapp außerhalb des Bezirks im XI. Bezirk (Újbuda) liegt, begrenzt. Im Westen grenzt er an den XII. Bezirk (Hegyvidék) und im Norden an den II. Bezirk. Mit einer Fläche von 3,41 km² und einer Einwohnerzahl von knapp 24.000 ist er der mit Abstand kleinste Bezirk auf Budaer Seite. Im gesamten Budapester Stadtgebiet hat nur der am Stadtrand gelegene XXIII. Bezirk (Soroksár) weniger Einwohner.
Der I. Bezirk gliedert sich in fünf Stadtteile: Vár, Gellérthegy, Krisztinaváros, Tabán und Víziváros. Im Zentrum liegt auf dem Burgberg das historische Burgviertel (ungarisch Várnegyed). Es beherbergt neben dem Burgpalast zahlreiche touristische Attraktionen wie die Matthiaskirche, die Fischerbastei und den Burggarten-Basar. Außerdem befinden sich hier die Amtssitze des ungarischen Staatspräsidenten (Palais Sándor) und des ungarischen Ministerpräsidenten (Karmeliterkloster), sowie drei Botschaften. Im Jahr 2001 zählte das Burgviertel 2518 Einwohner.
Westlich des Burgbergs liegt der Stadtteil Krisztinaváros, das sich weiter in den XII. Bezirk erstreckt. Mit knapp 12.000 Einwohnern macht es etwa die Hälfte der Bevölkerung des ersten Bezirks aus. In Krisztinaváros liegt der Déli pályaudvar (Südbahnhof), der drittgrößte Bahnhof Budapests. Im Norden des I. Bezirks und am Donauufer liegt die Víziváros (Wasserstadt) mit etwa 9000 Einwohnern, in der sich unter anderem die Kettenbrücke und der Burggarten-Basar befinden.
Die beiden kleineren Stadtteile Tabán und Gellérthegy liegen im Süden des I. Bezirks.

## Geschichte
Der I. Bezirk entstand als einer von zehn Bezirken 1873, als die Städte Buda, Óbuda und Pest zu Budapest vereinigt wurden. Er umfasste zum damaligen Zeitpunkt die Stadtteile Burgviertel, Tabán und Krisztinaváros. Um 1940 wurden ein Teil von Krisztinaváros und einige am Donauufer liegende Gebiete in den XII. bzw. XI. Bezirk ausgegliedert.

## Partnerstädte
Der Bezirk hat zwölf Partnerstädte bzw. -bezirke:
- Capestrano, Italien
- Carouge, Schweiz
- Innere Stadt (1. Gemeindebezirk), Wien, Österreich
- Lendava, Slowenien
- Marlow, Großbritannien
- Mukatschewo, Ukraine
- Odorheiu Secuiesc, Rumänien
- Prag 1, Prag, Tschechien
- Regensburg, Deutschland
- Senta, Serbien
- Śródmieście, Warschau, Polen
- Staré Mesto, Bratislava, Slowakei

## Galerie

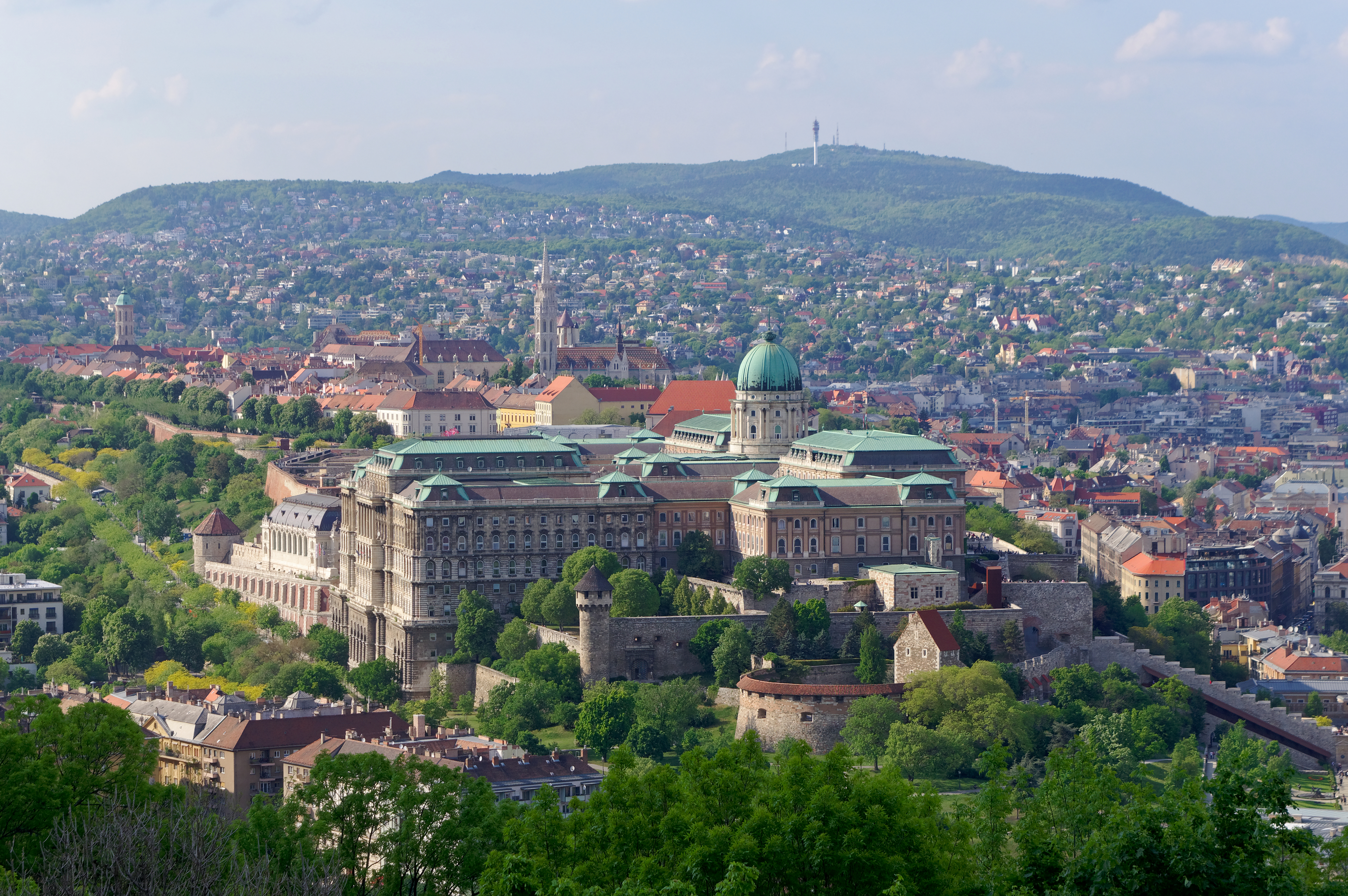
Burgviertel mit Burgpalast
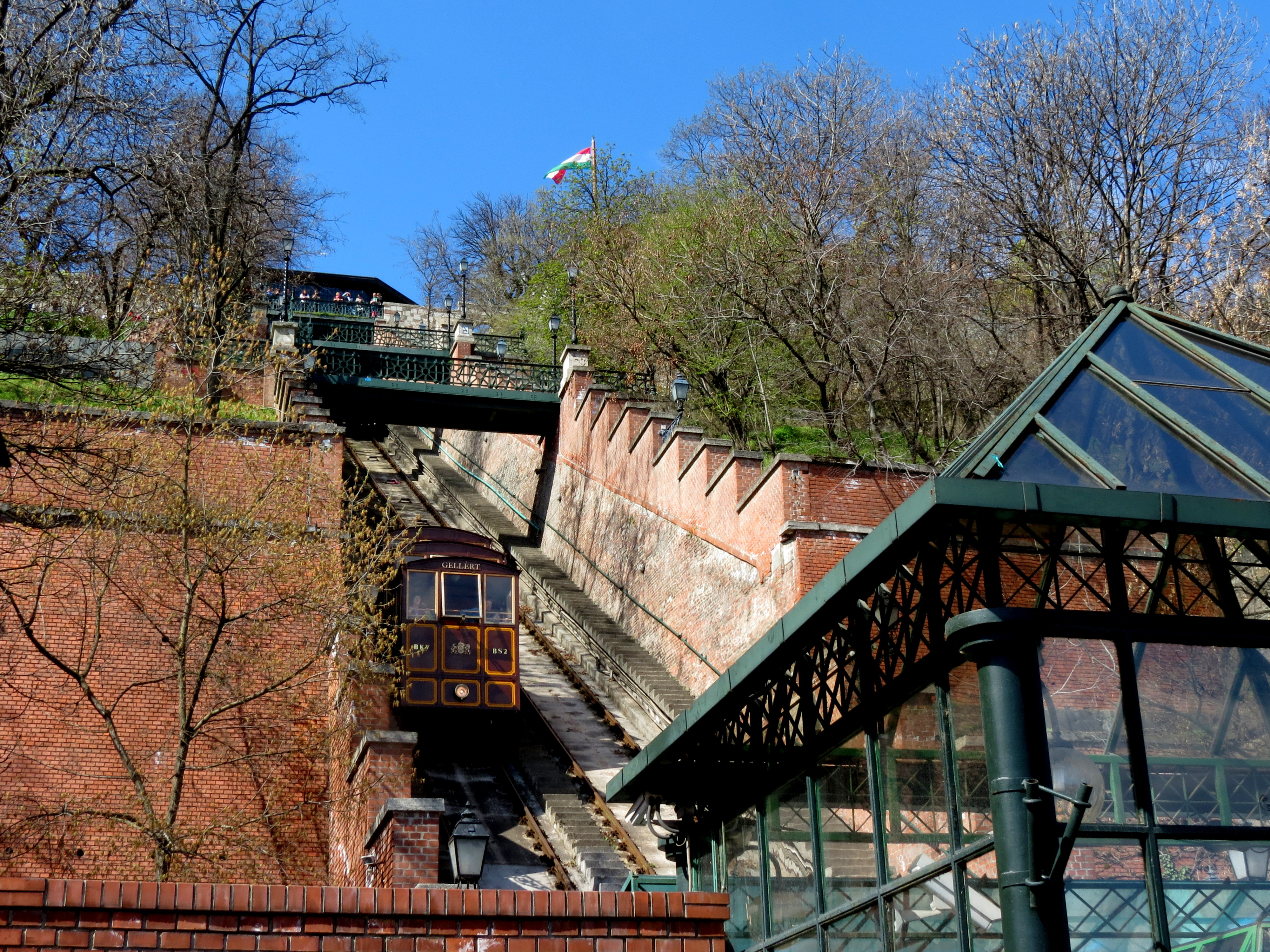
Budavári Sikló
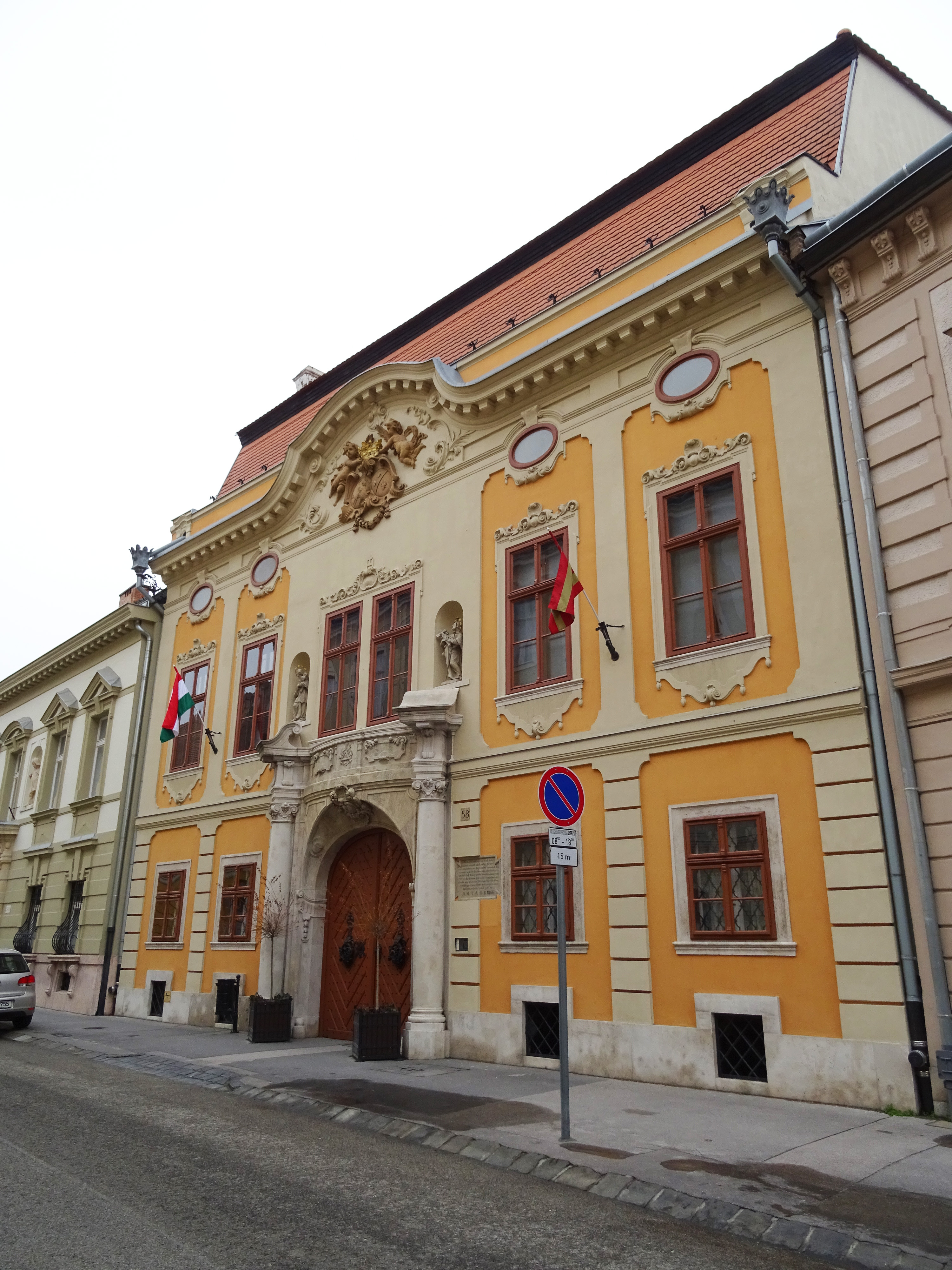
Úri utca im Burgviertel
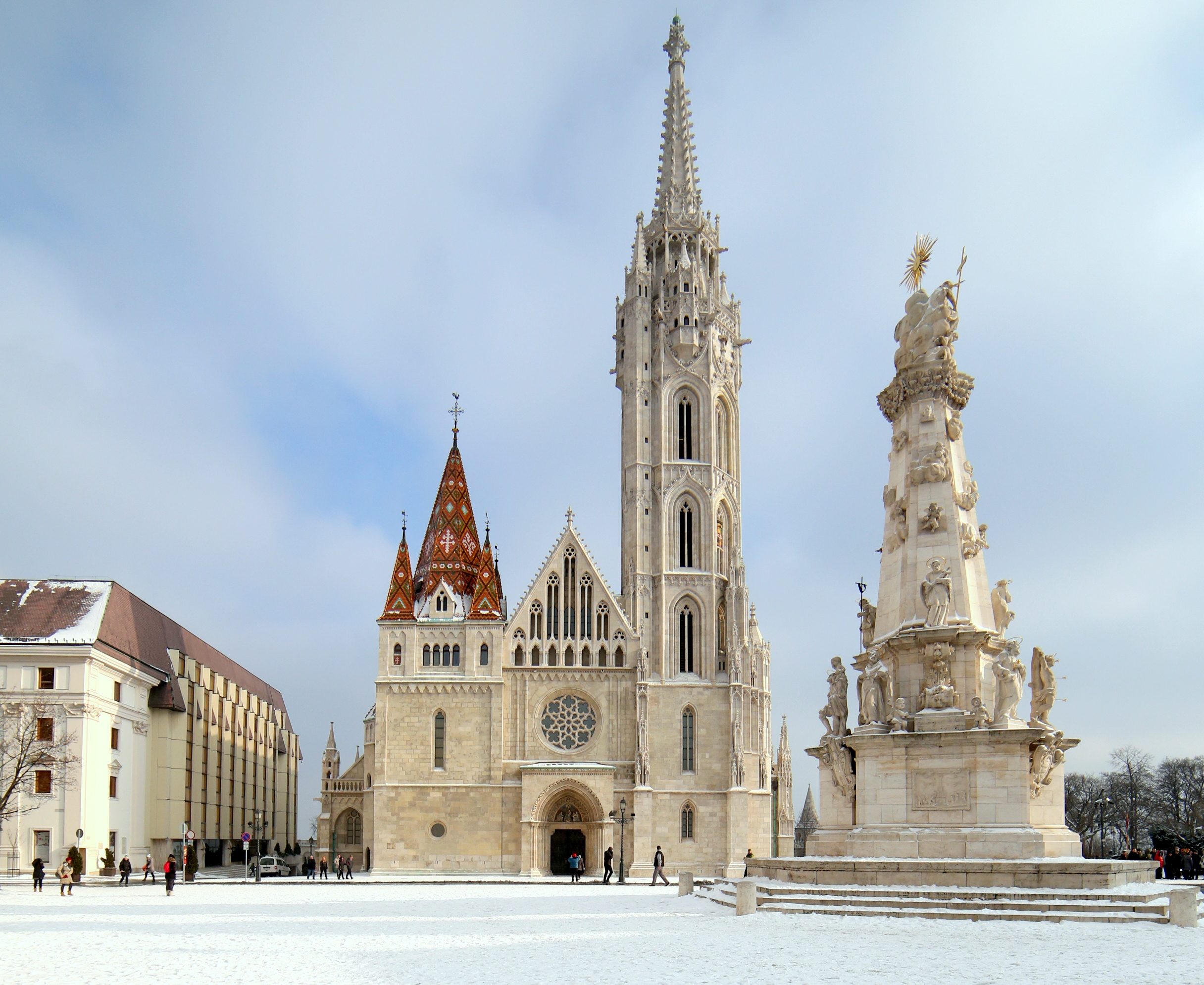
Matthiaskirche mit Dreifaltigkeitssäule
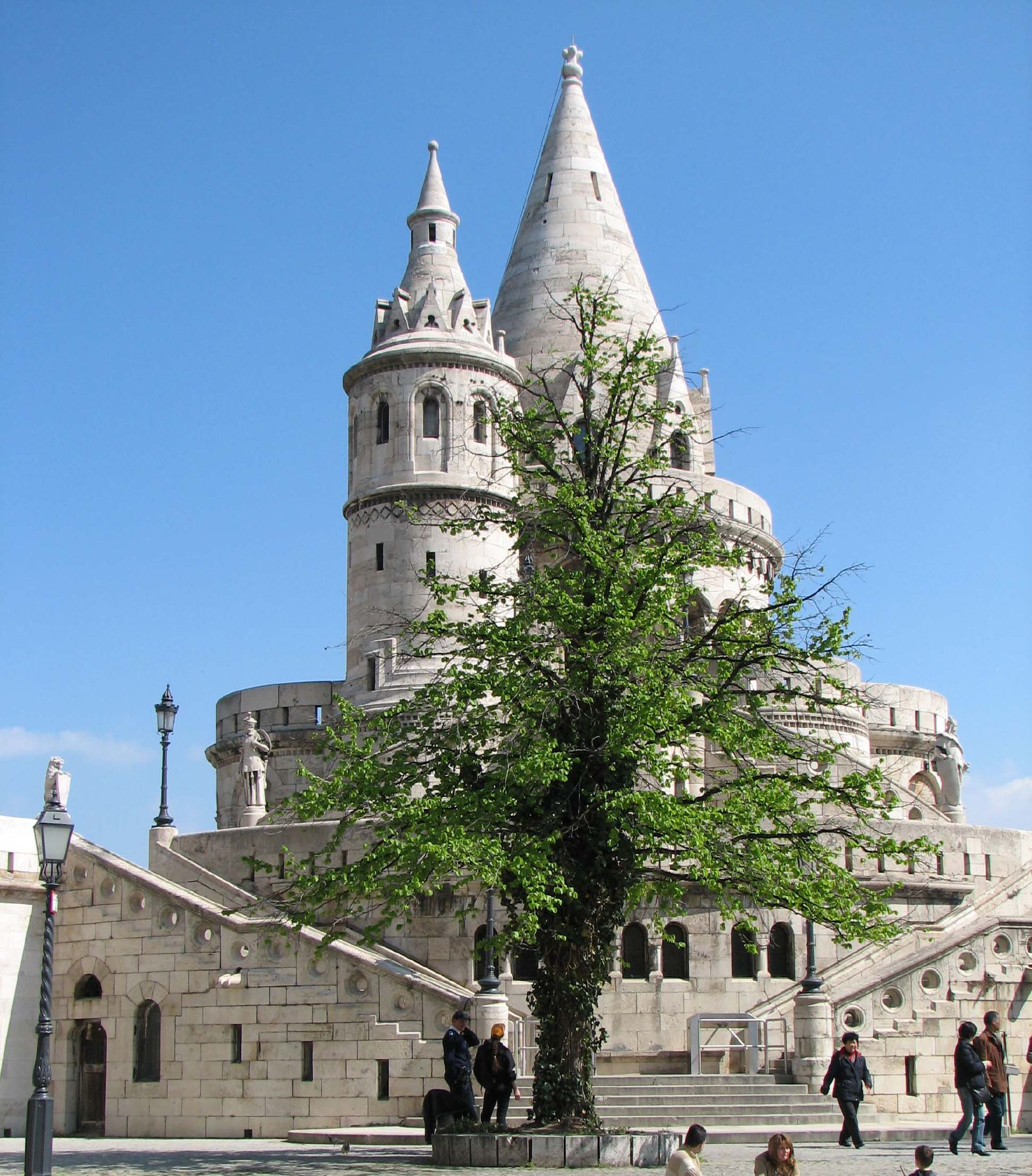
Fischerbastei
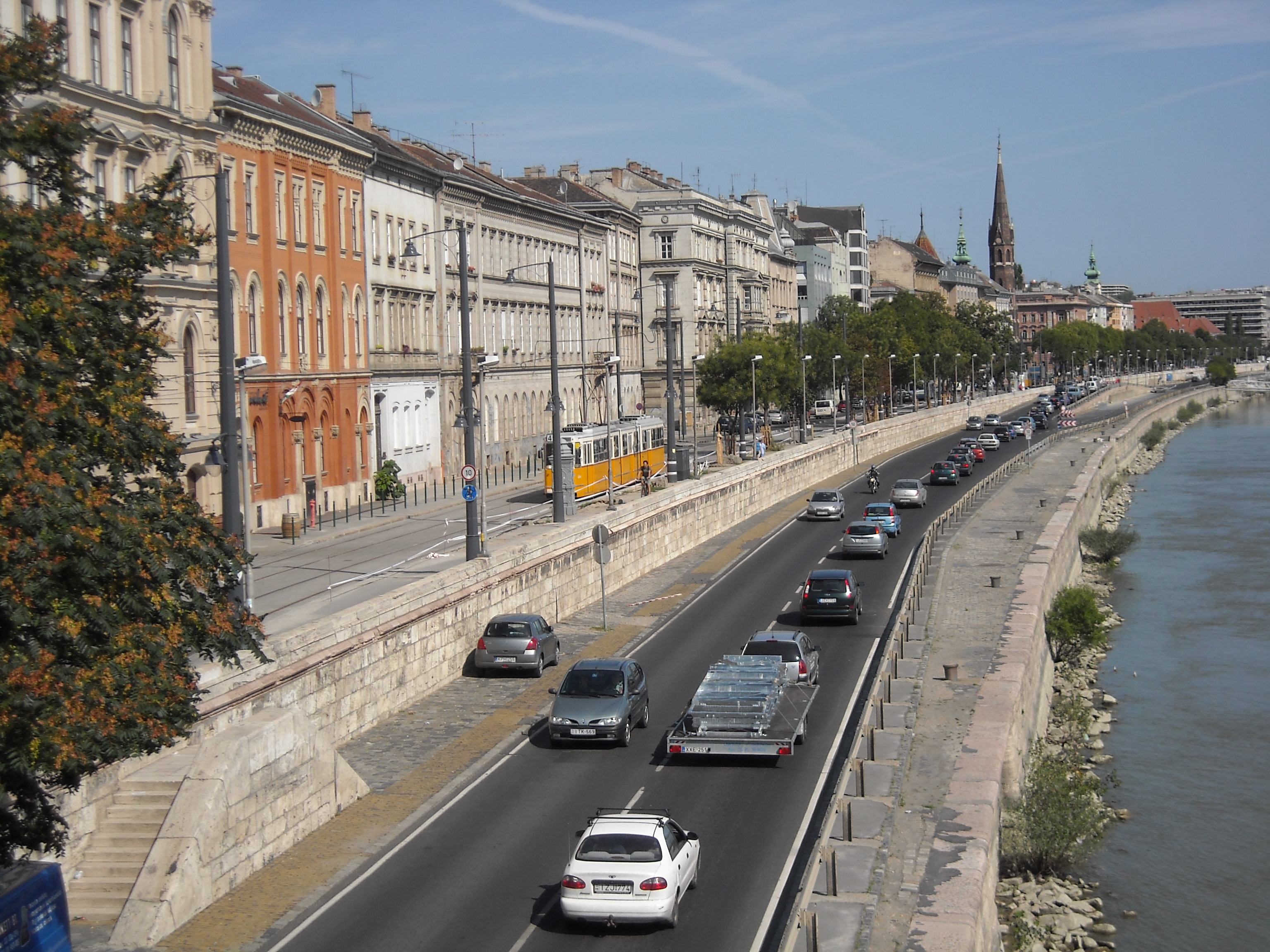
Bem rakpart am Donauufer